# Alpine Staude

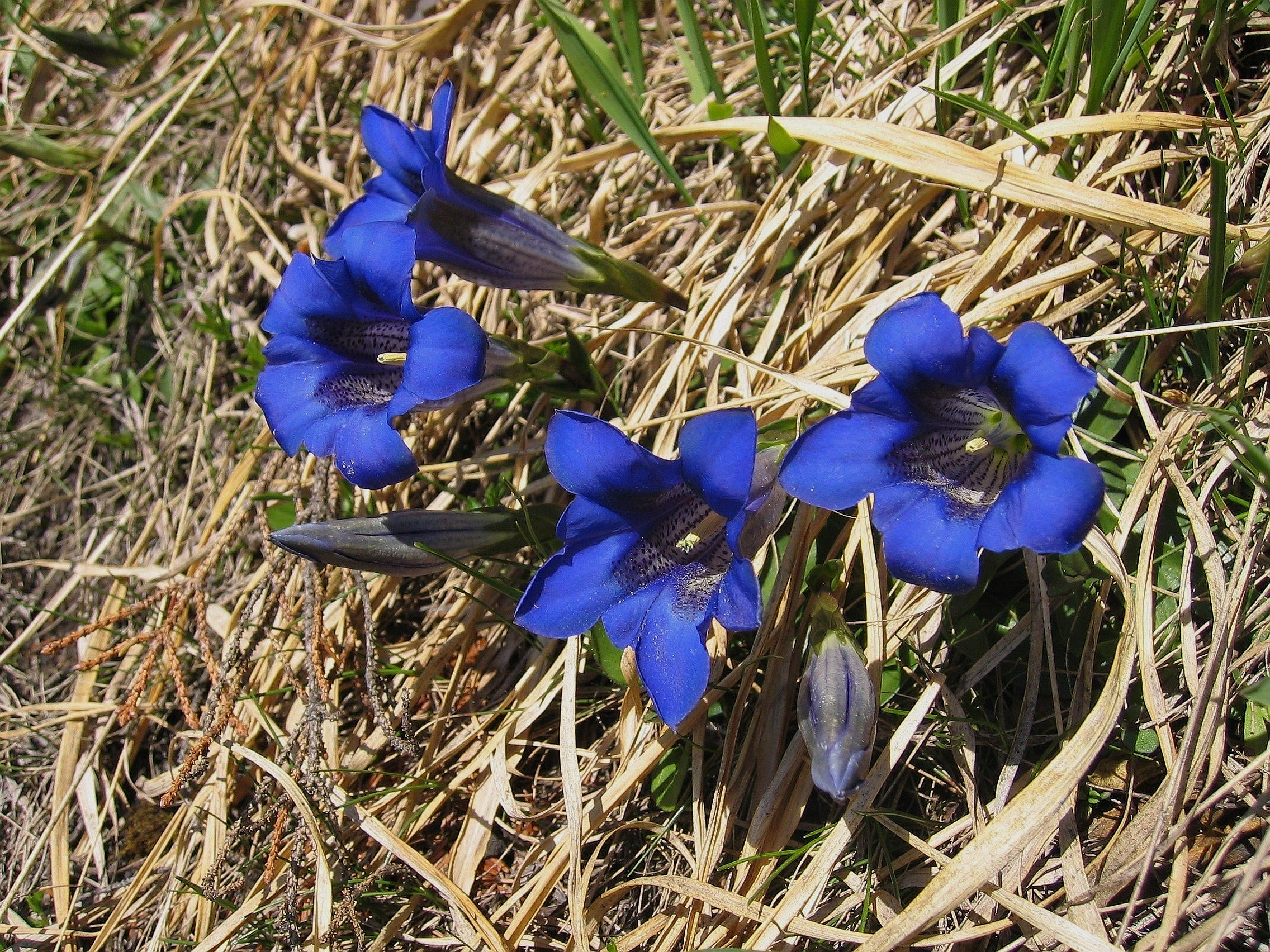
Clusius-Enzian (Gentiana clusii), eine typische Alpine Staude

Als alpine Stauden bezeichnet man im Gartenbau Stauden, die ähnlich wie Steingartenstauden am besten gedeihen, wenn ihre Blätter der Wärmerückstrahlung von Steinen ausgesetzt sind und ihre Wurzeln in der Kühle von Gesteinspalten und -fugen stehen. Ähnlich wie die Steingartenstauden vertragen sie weder nährstoffhaltige Böden noch Staunässe, sie stellen jedoch Anforderungen an ihre Kultur, die im Tiefland unter normalen gärtnerischen Bedingungen nicht zu realisieren sind. Sie werden im Tiefland deshalb überwiegend in Botanischen Gärten gepflegt.
Zu den alpinen Stauden zählen unter anderem:
- Enzian
- Edelweiß
- Steinbrech